# مارفن سورديل
مارفن سورديل (بالإنجليزية: Marvin Sordell)‏ (17 فبراير 1991 المملكة المتحدة - ) هو لاعب كرة قدم بريطاني، شارك في الألعاب الأولمبية الصيفية 2012.

## روابط خارجية
- مارفن سورديل على موقع قاعدة بيانات كرة القدم.إي يو (الإنجليزية)
- مارفن سورديل على موقع Soccerbase.com (لاعب) (الإنجليزية)
- مارفن سورديل على موقع Soccerway.com (الإنجليزية)
- مارفن سورديل على موقع عالم كرة القدم.نت (الإنجليزية)
- مارفن سورديل على موقع أوليمبيديا (الإنجليزية)
- مارفن سورديل على موقع اللجنة الأولمبية البريطانية (الإنجليزية)
- مارفن سورديل على موقع AS.com (الإسبانية)